# Микола Кузанський
Мико́ла Куза́нський, Микола Кузанець, Кузанус, справжнє ім'я Ніколаус Кребс (нім. Nicolaus Krebs, Nikolaus von Kues, Chrifftz, лат. Nicolaus Cusanus; 1401, Бернкастель-Кус — 11 серпня 1464, Тоді) — німецький теолог, доктор канонічного права, католицький кардинал, філософ, юрист, математик, географ,картограф.
Кузанський був одним з перших творців нового сучасного способу мислення, що почав формуватися на межі Середньовіччя та Ренесансу. Його космологічні погляди не переходили за межі релігійних поглядів. Як церковний діяч, він повністю підкорявся системі середньовічного теологічного трактату.

## Біографія
Микола Кребс народився на березі річки Мозель в багатому виноградниками селі Бернкастель-Кус (нім. Kues) — і отримав прізвисько за місцем свого народження: Кузанский або Кузанець. Він був другим з чотирьох дітей в сім'ї Йогана Кребса (нім. Johan Krebs або нім. Cryfftz), заможного човняра, і Катерини Ремер. Кузанець вивчав латину в Бернкастель-Кусі, потім він продовжив навчання в Гейдельберзькому університеті (Німеччина) і в школі церковного права в Падуї (Італія). В 1423 р. він отримав звання доктора канонічного права. Повернувшись до Німеччини, він займався богослов'ям в Кельні. У 1426 р. незабаром після того як він отримав сан священника і став секретарем папського легата в Німеччині, кардинала Орсіні. Через деякий час він став настоятелем «церкви святого Флоріна» в м. Кобленці.
У 1448 р. отримав сан кардинала, а вже в 1450 р. став єпископом Бріксена і папським легатом у Німеччині. У 1458 р. — був у м. Римі як генеральний вікарій.

## Філософія
Філософське вирішення Кузанським проблеми відношення Бога і світу має геоцентричне спрямування. Він використовує арістотелівський принцип пізнання дійсності чуттями, розумом та інтелектом, вважаючи, що пізнавальні можливості людини обмежені прихованою сутністю, яка має необмежену глибину. Необмежене знання можливе лише у формі символу, загальної абстракції, яка виявляє властивості дійсності у формі людських уявлень, а тому може відображати те, чого у світі немає, тобто фантазії. Основу такої символіки Кузанський вбачає в математиці. Аналізуючи математичні засоби відображення дійсності, він робить ряд епохальних висновків. Так, розглядаючи поняття нескінченного, докази існування нескінченності, Кузанський стверджує, що дане поняття є продуктом переміщення натурального ряду чисел у простір нашою уявою. У самому ж просторі ніякого натурального ряду нескінченних чисел не існує, ми творимо насилля над природою, підкоряючи її нашій уяві. Розум підкорений законові протилежностей, про що вчили ще давньогрецькі філософи, для думки важливо «так» чи «ні», коло чи багатокутник. Однак у самому розумі протилежності можуть і зливатися, коли ми їх розглянемо у нескінченних визначеннях. Нескінченний багатокутник перетворюється у коло. Якщо Бог визнається нескінченним у своїх можливостях та їх визначеннях, то у ньому зливаються всі протилежності, жодні спроби розуму не здатні тоді виявити його сутність. У нескінченному втрачає сенс різниця між найменшим та найбільшим. Ми не можемо знайти межі світу, бо обмеження уявляється нами через натуральний ряд чисел, що є насиллям над дійсністю нашого розуміння. Тоді ми повинні визнати божественність світу, для якого наші поняття є зовнішніми. Божественний світ здатний поєднати у собі абсолютно протилежні тенденції. Здатність людини завдяки мисленню це зрозуміти свідчить про божественність самої людини. Хоча абсолютне злиття людини з божеством відбулося лише у Христі. Людина — це також Бог, однак не в абсолютному, а в обмеженому розумінні. Людина — не просто частина цілого, а сама є чимось цілим, індивідуальним, невичерпним.

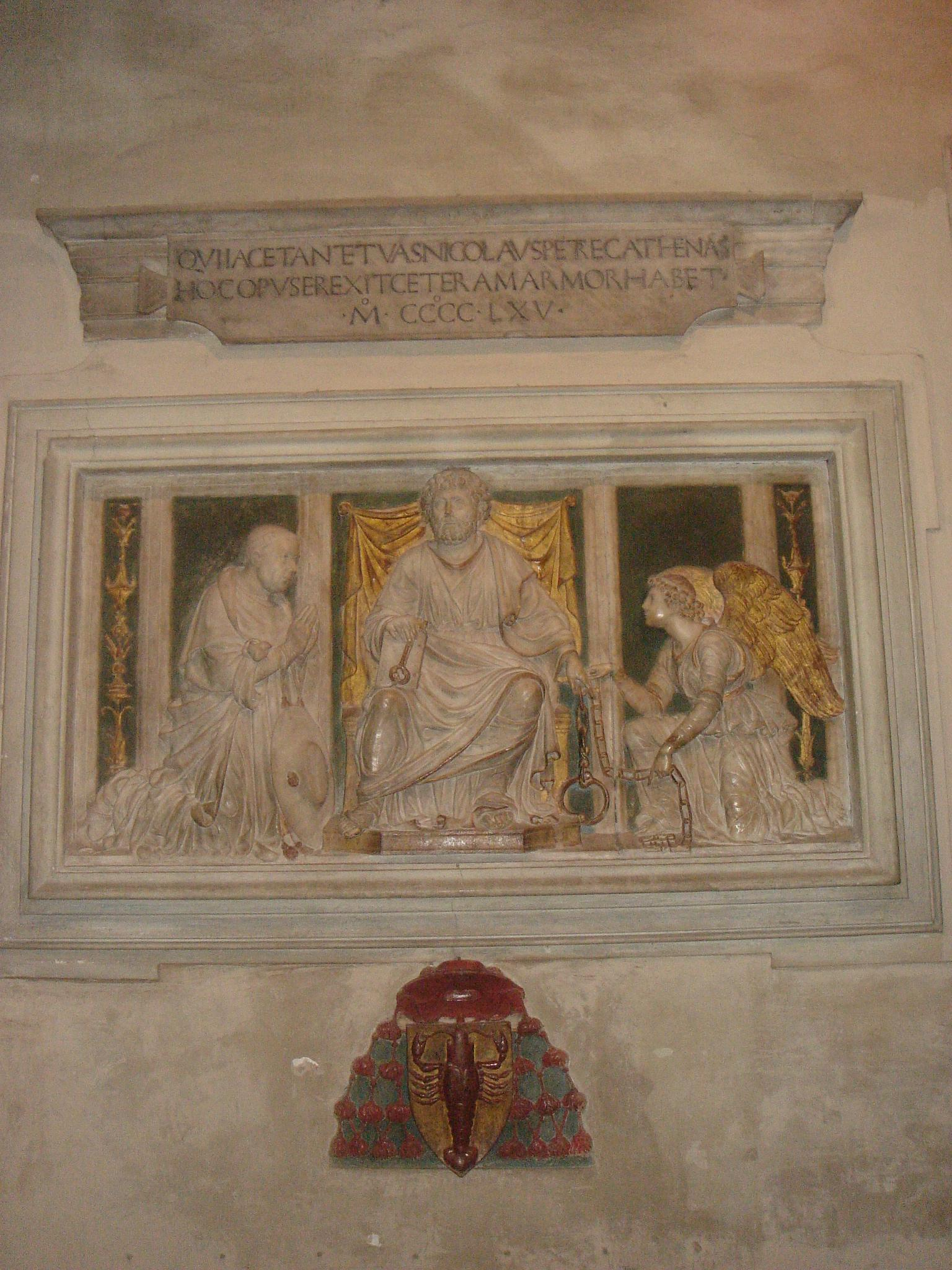
Могила Миколи Кузанського в базиліці Сан П'єтро ін Вінколі в Римі

Визначаючи предмет пізнання, Кузанський розвиває пантеїстичну традицію у філософії, згідно з якою Бог існує невідривно від чуттєво даного світу. Питання цього світу, тобто Бога, є справою розуму, а не вірування, яке бажає охопити Бога лише в уявній формі. Хоча розум сам часто діє за допомогою уяви, але мисляча людина завдяки філософії спроможна знайти свої помилки, відокремити уявне від істинного.

### Астрономія
З ім'ям Миколи Кузанського пов'язані також важливі натурфілософські уявлення про рух Землі, які не притягали увагу його сучасників, але були оцінені пізніше, в століття Коперника.

### Географія та картографія

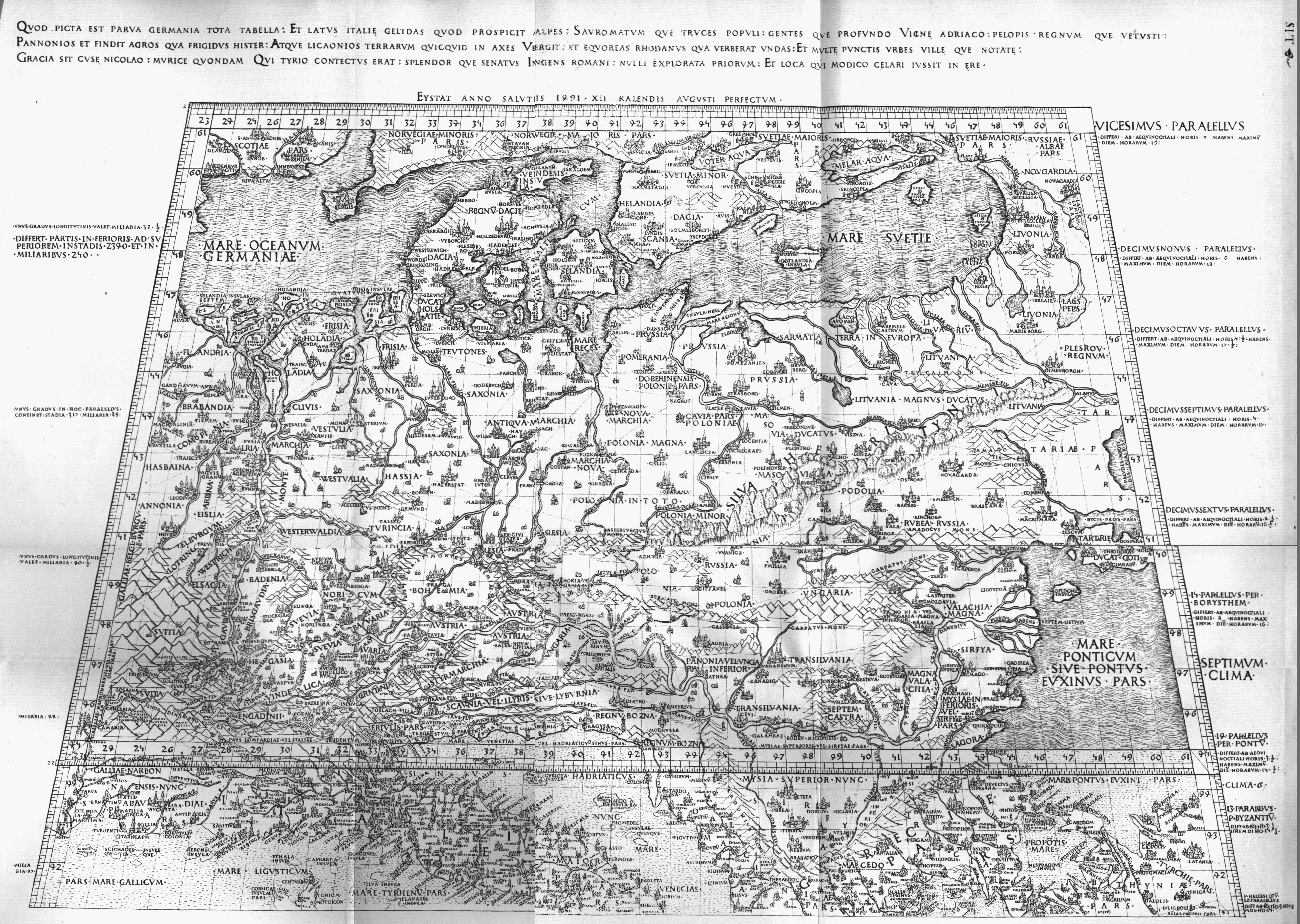
Микола Кузанський. Нова карта Європи, 1491 р.

Микола Кузанський склав близько 1460 р. рукописну мапу Середньої Європи, яка не збереглася в оригіналі. Але карта дійшла до наших часів завдяки пізнішим копіям. Карта була гравійована на міді в місті Ейхштедте у 1491 р. Це перша датована карта, що відгравійована на міді («Нова карта Європи» (Nova Europe Tabula). Вона вважається першою друкованою картою Німеччини і обіймає Середню Європу від південного узбережжя Скандинавського півострова до Середземного моря і від Нідерландів до Прибалтійських земель і Чорного моря. Мапу неодноразово перевидавали із незначними доопрацюваннями (Ніколаус Германус, Ґейнріх Мартеллюс, Єронім Мюнцер, Мартін Вальдземюллер та ін.)..
На мапі зустрічається назва RVBEA RVSSIA (Червона Русь) (охоплює південний захід України, середню течію Південного Бугу). Біла Русь (RVSSIAE ALBAE PATS) віднесена до Новгородські землі. Позначено на мапі місто Київ (CHIOVIA). Білоруські землі віднесено до Великого Князівства Литовського (LITVANIA MAGNUS DVCATVS). Двічі зустрічається напис Литва (LITVANIAE).
Карта Миколи Кузанського 1491 р. під назвою «Tabvla Moderna Sarmatiae Eur.» була опублікована у латинському видавництві «Географії» Птолемея (Argentorari, 1513). Написи на карті — Rvssia (Русь) та Поділля (Podolia). На ній знаходимо р. Дніпро, Київ та ряд інших українських міст. Назва Біла Русь означає Московію (Russia Alba sive Moscovia). Лежить ця місцевість на схід від Дніпра (Борисфена)..
1493 p.у Нюрнберзі публікується карта [Карта Середньої та Східної Європи] без назви. Автори мапи Єронім Мюнцер (Hieronymus Münzer; 1447—1508) та Микола Кузанський. Карта містить назву Russia (Русь) — на схід від Лівонії..

### Утопічні проєкти
Німецькому мислителю належить і ряд проектів великих взаємопов'язаних церковних і політичних реформ. В його пропозиціях чудернацько спліталися тверезе розуміння насущних потреб розвитку Німеччини, побоювання зачепити традиційні основи повновладування духовних і світських князів і утопія подолання міжконфесійних суперечок, загальної згоди різноманітних вірувань, у тому числі християнства і мусульманства. Подих гуманістичного характеру, незалежність розуму, які здатні наражати на сумнів такі важливі документи, як Костянтинів дар поєднувалися у Миколі Кузанському з вірністю основам схоластичних традицій й позицією великого католицького ієрарха, кардинала, який закликає до толерантності на словах та жорстоко проводить лінію Риму на справі.